# Hadjera Zerga
Hadjera Zerga (em árabe: الحجرة الزرقاء) é uma cidade e comuna localizada na província de Bouira, Argélia. Segundo o censo de 2008, a população total da cidade era de 3 672 habitantes.